# Korownica jasnoochrowa
Korownica jasnoochrowa (Efibulella deflectens (P. Karst.) Zmitr.) – gatunek grzybów należący do rodziny korownicowatych (Phanerochaetaceae). Należy do monotypowego rodzaju Efibulella.

## Systematyka i nazewnictwo
Pozycja w klasyfikacji według Index Fungorum: Efibulella, Phanerochaetaceae, Polyporales, Incertae sedis, Agaricomycetes, Agaricomycotina, Basidiomycota, Fungi.
Po raz pierwszy takson ten opisał w 1882 r. Petter Adolf Karsten, nadając mu nazwę Grandinia deflectens. Obecną, uznaną przez Index Fungorum nazwę nadał mu w 2018 r. Ivan V. Zmitrovich przenosząc go do rodzaju Efibulella.
Ma 13 synonimów. Niektóre z nich:
- Efibula deflectens (P. Karst.) Sheng H. Wu 1990
- Phanerochaete deflectens (P. Karst.) Hjortstam 1987
- Phlebia deflectens (P. Karst.) Ryvarden 1971
- Phlebia lilacea M.P. Christ. 1960
- Phlebia umbrata (Bourdot & Galzin) Parmasto 1967[2].

Polską nazwę zarekomendował Władysław Wojewoda w 2003 r. dla synonimu Phanerochaete decflectens. Jest niespójna z aktualną nazwą naukową.

## Morfologia
Bazydiokarp
Grzyb kortycjoidalny. Owocnik rozpostarty, ściśle przylegający, rozproszony, gładki, drobno brodawkowaty lub brodawkowaty, cienki (o grubości 0,1–0,2 mm), w stanie świeżym i wilgotnym skórzasty, ciągły, po wysuszeniu pękający na oddzielne płaty. Brzeg nieokreślony przerzedzony. Powierzchnia blado ochrowo-jasnobrązowa, często z szarawym, czerwonawym lub fioletowym odcieniem.
Cechy mikroskopowe
System strzępkowy monomityczny. Strzępki cienkościenne, o szerokości 2,5-3,5 µm, zwykle bez sprzążek, ale w niektórych okazach zdarzają się rozproszone sprzążki. Strzępki w subhymenium gęsto stłoczone, często wypełnione drobnoziarnistą, żywiczną substancją. Cystydy zróżnicowane co do ilości; często nieliczne, cylindryczne, cienkościenne, o wymiarach 70120 × 4–5 µm, często z kroplami oleju w protoplazmie, a czasem lekko inkrustowane. Podstawki wąsko maczugowatee, 25–30(–40) x 3–5 µm, z 2–4 sterygmami i bez sprzążki w podstawie. Bazydiospory elipsoidalne (3,5–)4-5 × 2,5–3 µm, cienkościenne, gładkie, nieamyloidowe, niecyjanofilne.
Gatunki podobne
Było wiele zamieszania wokół tego gatunku. Karsten opisał jego powierzchnię jako granulkowatą z małymi, stożkowymi kolcamina gładkiej błonie dziewiczej, podczas gdy większość materiału należącego do tego gatunku ma gładkie hymenium bez takich kolców.

## Występowanie i siedlisko
Znane jest występowanie Efibulella deflectens tylko w Europie. W piśmiennictwie naukowym na terenie Polski do 2003 r. podano 2 stanowiska, w późniejszych latach podano następne.
Grzyb nadrzewny saprotroficzny. W Polsce notowany w bukowych lasach na leżących na ziemi pniach buka, jesionu i wierzby. Zasiedla drewno mocno zbutwiałe, częściej liściaste niż iglaste, na stanowiskach wilgotnych i żyznych.